# Aitsu ga Tadashii Yakisoban
Aitsu ga Tadashii Yakisoban (あいつが正しいヤキソバン) é um single de Hironobu Kageyama e Petit Angels. Foi lançado pela Nissin em 1993 e possui duas faixas.

## Produção
O single vem com a faixa-título homônima e sua versão instrumental em karaokê.
A canção foi composta por Toshiyuki O'mori. Ele compõe para trilhas sonoras de animes e outras obras da cultura pop japonesa desde 1983. Ela foi feita para ser o tema de um filme lançado diretamente em vídeo em 1994 sobre o herói UFO Kamen Yakisoban. O personagem nasceu em comerciais para yakissobas instantâneos da marca Nissin e fez bastante sucesso, resultado no tal filme e até em um jogo para Super Nintendo. O CD deste single foi distribuído em um concurso envolvendo um sorteio, os vencedores recebiam produtos do herói, incluindo o CD, que nunca foi vendido de outra forma.

## Legado
A canção foi selecionada para duas coletâneas comemorativas da carreira de Kageyama, Hironobu Kageyama 20th Anniversary Eternity; e Kage chan Pack ~Kimi to Boku no Daikoushin~. 

## Faixas
| N.º            | Título                                           | Letras         | Música           | Arranjo        | Duração |  |
| 1.             | "Aitsu ga Tadashii Yakisoban"                    | Kazunori Saito | Toshiyuki O'mori | T. O'mori      | 2:57    |  |
| 2.             | "Aitsu ga Tadashii Yakisoban (Original Karaoke)" | instrumental   | T. O'mori        | T. O'mori      | 2:57    |  |
| Duração total: | Duração total:                                   | Duração total: | Duração total:   | Duração total: | 5:54    |  |